# 앨프리드 P. 슬론 재단

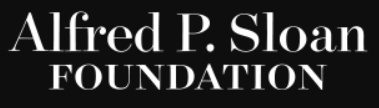

앨프리드 P. 슬론 재단(Alfred P. Sloan Foundation)은 미국 뉴욕에 사무실을 두고 자선사업을 하는 비영리조직이다. 1934년, 제너럴 모터스의 사장 겸 CEO였던 앨프리드 프리차드 슬론 주니어(Alfred Pritchard Sloan, Jr.)에 의해 설립되었다. 재단의 주된 활동내용은 공익성이 높은 여러 활동 및 프로젝트에 대해 자금원조를 해나가는(그랜트를 제공하는) 것이다. 재단의 자산은 총액 18억 달러에 달하고, 이 자금을 바탕으로 다음과 같은 활동에 대해 그랜트를 제공하고 있다.
- 과학, 기술 상의 연구, 조사, 교육, 취직지원에 관한 활동
  - 매사추세츠 공과대학교 슬론 스쿨 오브 매니지먼트、스탠퍼드 대학교 비지니스 스쿨, 런던 비지니스 스쿨의 각 비지니스 스쿨의 기업 경영 실무경험자를 대상으로 하는 석사과정, 슬론 펠로십 등.
- 사람들의 생활수준과 경제효율의 향상에 관련된 연구, 조사 교육에 관한 활동
- 생물학 무기에 의한 바이오 테러에 대한 대책에 관련된 연구, 개발에 관한 활동

## 기부
2008년 3월 28일, 앨프리드 P. 슬론 재단은 위키미디어 재단에 300만 달러의 기부를 했다.